# USS Bache (DD-470)
USS Bache (DD-470/DDE-470) là một tàu khu trục lớp Fletcher được Hải quân Hoa Kỳ chế tạo trong Chiến tranh Thế giới thứ hai. Nó là chiếc tàu chiến đầu tiên của Hải quân Mỹ được đặt theo tên Trung tá Hải quân George M. Bache, người tham gia cuộc Nội chiến Hoa Kỳ. Tham gia suốt Thế Chiến II, con tàu còn tiếp tục hoạt động chủ yếu tại khu vực Đại Tây Dương cho đến năm 1968, khi nó bị đắm do mắc cạn trong một cơn cuồng phong bên ngoài cảng Rhodes, Hy Lạp. Nó được tặng thưởng tám Ngôi sao Chiến trận do thành tích phục vụ trong Thế Chiến II.

## Thiết kế và chế tạo
Bache được đặt lườn tại xưởng tàu của hãng Bethlehem Steel Co. ở Staten Island New York; vào ngày 19 tháng 11 năm 1941. Nó được hạ thủy vào ngày 7 tháng 7 năm 1942; được đỡ đầu bởi cô Louise Bache, con gái Trung tá Bache; và nhập biên chế vào ngày 14 tháng 11 dưới quyền chỉ huy của Hạm trưởng, Trung tá Hải quân J. N. Opie, III.

## Lịch sử hoạt động
Trình diện để phục vụ cùng Hạm đội Đại Tây Dương, Bache hoạt động hộ tống cho các đoàn tàu vận tải đi sang phía Tây đến Halifax, Nova Scotia, rồi quay trở về Xưởng hải quân Brooklyn, New York để đại tu sau chạy thử máy. Vào ngày 6 tháng 2 năm 1943, nó rời Norfolk, Virginia để hộ tống cho chiếc tàu sân bay Victorious của Hải quân Hoàng gia Anh. Các con tàu đi đến Trân Châu Cảng vào ngày 4 tháng 3. Sau một giai đoạn huấn luyện, nó khởi hành vào ngày 10 tháng 5 để đi đến quần đảo Aleut, và phục vụ tại khu vực này cho đến tháng 12, tham gia các cuộc bắn phá Kiska. Sau khi được đại tu ngắn tại Trân Châu Cảng, nó gia nhập Đệ Thất hạm đội vào ngày 23 tháng 12.
Cho đến ngày 29 tháng 10 năm 1944, Bache hoạt động cùng Đệ Thất hạm đội. Nó tham gia bắn phá quần đảo New Britain vào ngày 26 tháng 12 năm 1943, đổ bộ lên Los Negros thuộc quần đảo Admiralty vào ngày 29 tháng 2 năm 1944, bắn phá Ndrillo và Karunia tại quần đảo Admiralty trong các ngày 4 đến 7 tháng 3, bắn phá nhiều bãi đổ bộ và mục tiêu tại New Guinea và các đảo lân cận từ ngày 10 tháng 4 đến ngày 15 tháng 9, bắn phá Leyte thuộc quần đảo Philippine vào ngày 20 tháng 10, và cuối cùng vào ngày 25 tháng 10, trong thành phần Đội đặc nhiệm 77.3, tham gia Trận chiến eo biển Surigao. Vào ngày 29 tháng 10, nó rời Leyte quay trở về Hoa Kỳ để đại tu.
Sau khi hoàn tất việc đại tu, Bache gia nhập Đệ Ngũ hạm đội tại Eniwetok vào ngày 20 tháng 2 năm 1945. Từ ngày 28 tháng 2 đến ngày 5 tháng 3, nó hỗ trợ cho cuộc đổ bộ tại Iwo Jima. Sang ngày 1 tháng 4, nó đi đến ngoài khơi Okinawa làm nhiệm vụ bảo vệ và cột mốc radar. Con tàu bị hư hại nhẹ vào ngày 3 tháng 5, khi một máy bay tấn công cảm tử Kamikaze bay sượt qua nó trước khi đâm xuống biển. Cùng ngày hôm đó, nó đi đến trợ giúp cho chiếc LSM(R)-195 bị đánh trúng, cứu vớt được 74 người trong số thủy thủ đoàn. Chiếc tàu khu trục tiếp tục làm nhiệm vụ canh phòng thiết yếu, bắn rơi nhiều máy bay đối phương. Đến ngày 13 tháng 5, nhiều máy bay ném bom bổ nhào lao đến tấn công, và một chiếc đã thành công khi nhắm vào Bache. Cánh máy bay đã va vào ống khói số hai của nó, kéo chiếc máy bay va vào sàn chính ở giữa tàu; quả bom phát nổ khoảng 7 ft (2,1 m) bên trên sàn chính. Vụ nổ khiến con tàu mất toàn bộ động lực và điện, 41 người đã thiệt mạng (trong đó 16 người mất tích) và 32 người khác bị thương. Đám cháy được dập tắt sau 20 phút, và nó được kéo đến Kerama Retto, Okinawa để sửa chữa tạm thời.
Bache về đến Xưởng hải quân New York vào ngày 13 tháng 7 để được sửa chữa triệt để, rồi đi đến Charleston, South Carolina để chuẩn bị ngừng hoạt động. Nó được cho xuất biên chế vào ngày 4 tháng 2 năm 1946 và được đưa về lực lượng dự bị tại Charleston.
Vào năm 1950, Bache được cải biến thành một tàu khu trục hộ tống tại Xưởng hải quân Boston, rồi xếp lại lớp với ký hiệu lườn DDE-470 vào ngày 2 tháng 1 năm 1951 và nhập biên chế trở lại vào ngày 1 tháng 10 năm 1951. Nó được phân về Hạm đội Đại Tây Dương, và đã thực hiện sáu chuyến đi thực hành và huấn luyện tại khu vực biển Caribe, cũng như ba chuyến đi sang Địa Trung Hải để phục vụ cùng Đệ Lục hạm đội. Nó được xếp lớp trở lại thành tàu khu trục với ký hiệu lườn DD-470 vào ngày 30 tháng 6 năm 1962.
Bache bị mắc cạn bên ngoài cảng trong một cơn bão vào ngày 6 tháng 2 năm 1968, trong một chuyến viếng thăm kéo dài ba ngày đến đảo Rhodes thuộc Hy Lạp. Con tàu được xem như tổn thất toàn bộ và được tháo dỡ tại chỗ. Tên nó được cho rút khỏi danh sách Đăng bạ Hải quân vào ngày 1 tháng 3 năm 1968.

## Phần thưởng
Bache được tặng thưởng tám Ngôi sao Chiến trận do thành tích phục vụ trong Thế Chiến II.